# Municipio de Bollnäs
Bollnäs (en sueco: Bollnäs kommun) es un municipio de la provincia de Gävleborg, Suecia, en la provincia histórica de Hälsingland. Su sede se encuentra en la localidad de Bollnäs. El municipio actual se creó en 1971 cuando la ciudad de Bollnäs fue transformada en un municipio de tipo unitario. En 1974 se incorporaron los municipios rurales de Alfta, Arbrå, Hanebo y Rengsjö. En 1977 la antigua parroquia de Alfta fue separada y transferida al municipio de Ovanåker.

## Localidades
Hay nueve áreas urbanas (tätort) en el municipio:
| # | Tätort    | Población |
| - | --------- | --------- |
| 1 | Bollnäs   | 14 085    |
| 2 | Arbrå     | 2086      |
| 3 | Kilafors  | 1207      |
| 4 | Lottefors | 356       |
| 5 | Segersta  | 352       |
| 6 | Vallsta   | 262       |
| 7 | Sibo      | 256       |
| 8 | Rengsjö   | 236       |
| 9 | Freluga   | 212       |

## Demografía

### Desarrollo poblacional
| Gráfica de evolución demográfica de Bollnäs entre 1970 y 2015 |
|                                                               |
| Fuente: SCB                                                   |

## Ciudades hermanas
Bollnäs esta hermanado o tiene tratado de cooperación con:
- Flekkefjord, Noruega
- Kankaanpää, Finlandia
- Nykøbing Mors, Dinamarca
- Ogre, Letonia
- Shepton Mallet, Inglaterra
- Misburg-Anderten, Alemania